# شريان طبلي أمامي
شريان طبلي أمامي (بالإنجليزية: Anterior tympanic artery)‏‏ هو شريان يتفرعُ من شريان الفك العلوي.